# Rolls-Royce Turbomeca

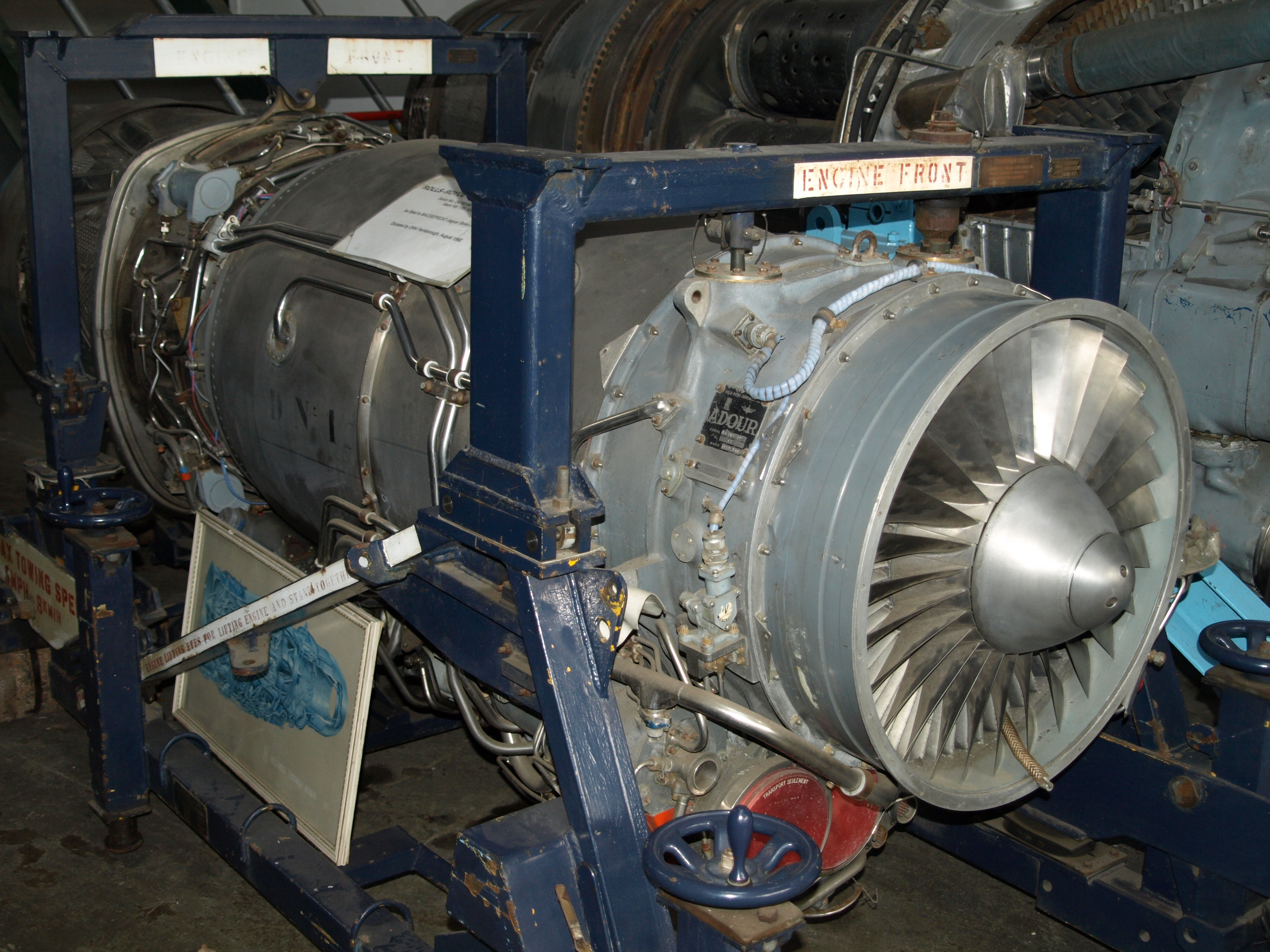
Reactor Turbomeca Adour exhibido en el Museo de Brooklands

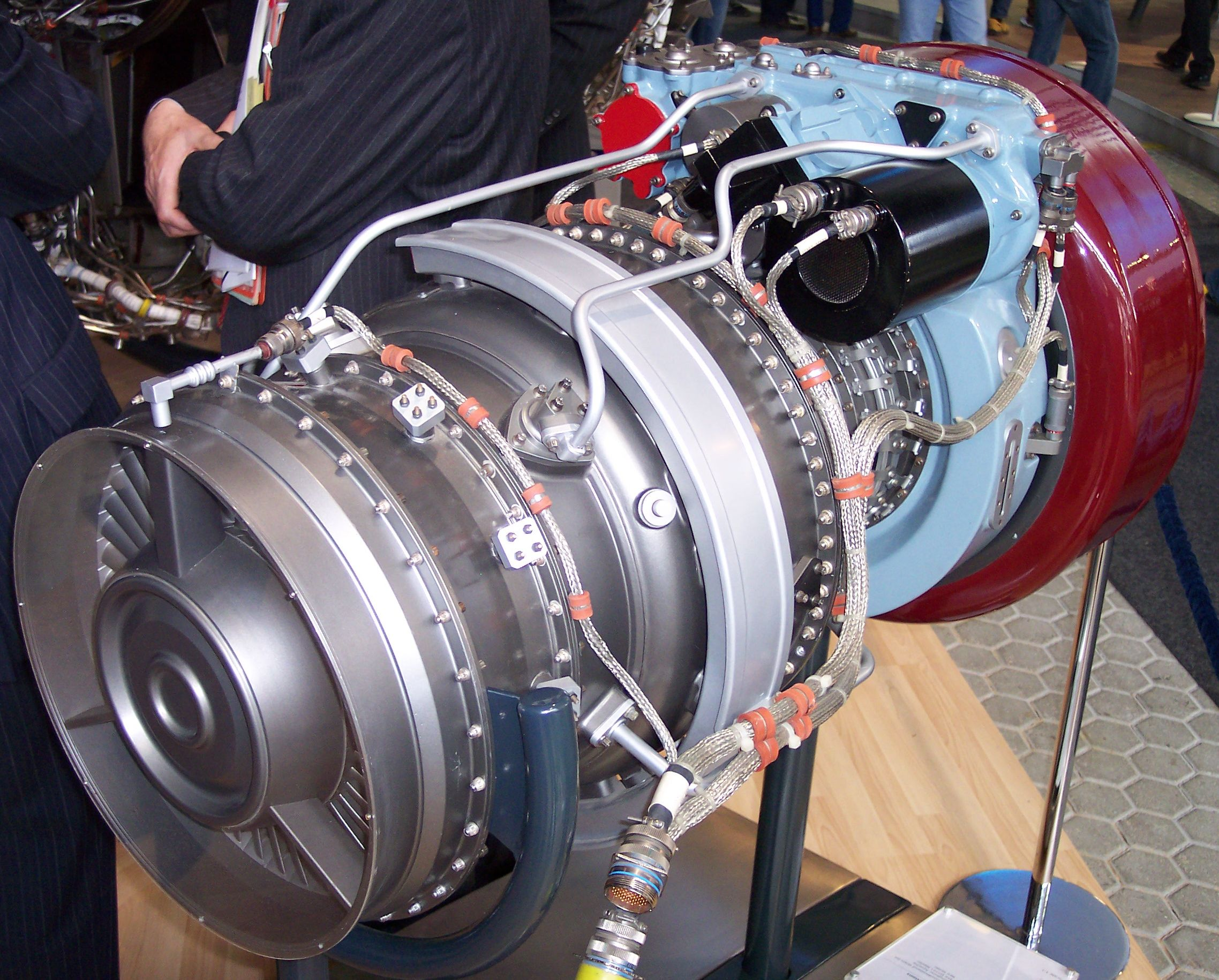
Turbohélice RTM322

Rolls-Royce Turbomeca Limited (RRTM) es una empresa conjunta formada entre Rolls-Royce Holdings (Reino Unido) y Turbomeca (Francia). La empresa conjunta desarrolla y produce dos motores aeronáuticos, el turborreactor Adour, y la turbohélice RTM322.

## Productos
- Rolls-Royce Turbomeca Adour
- Rolls-Royce Turbomeca RTM322 (transferido a Turbomeca en 2013[2])